# 内卡河

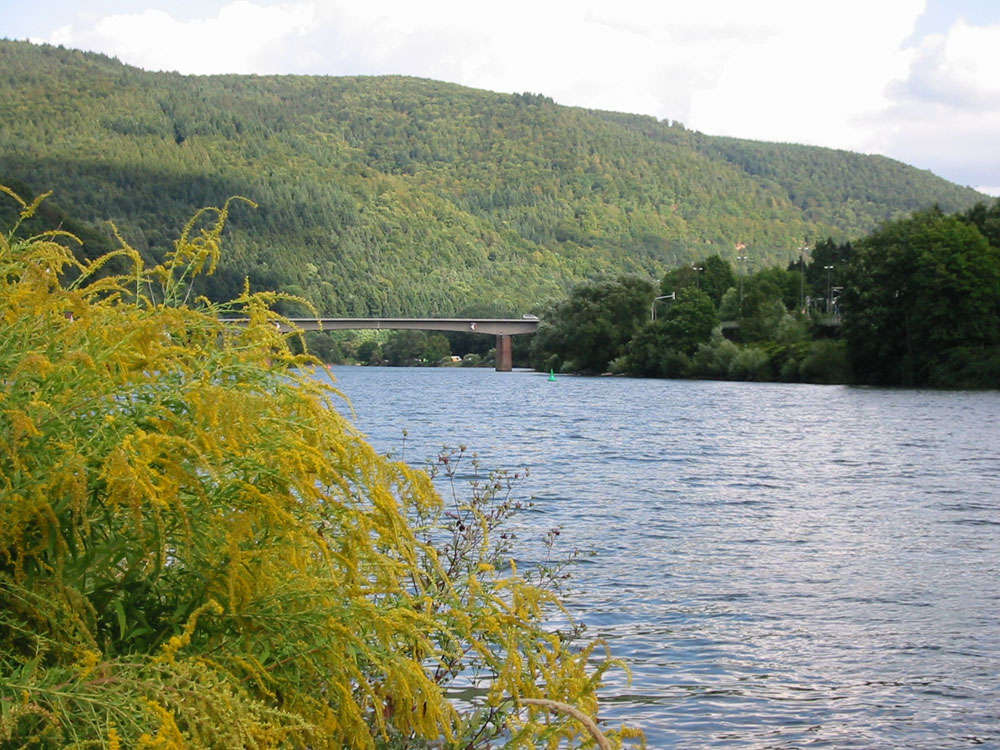
内卡河流经海德堡

内卡河是莱茵河的第四大支流（次于阿勒河、摩泽尔河和美因河），位于德国的巴登-符腾堡州，长367公里。
内卡河发源于施文宁根（Schwenningen），位于黑森林的东部海拔706米的地方。向北流经图宾根、斯图加特和海尔布隆等城市，转而向西流经海德堡，于曼海姆注入莱茵河。
内卡河的流域面积达1万4千平方公里，包括了大部分巴登-符腾堡州的中部地区。